# Perdita sandhouseae
Perdita sandhouseae là một loài Hymenoptera trong họ Andrenidae. Loài này được Timberlake mô tả khoa học năm 1964.